# Halte Fjelsted
Halte Fjelsted is een voormalige spoorweghalte in Denemarken. De halte lag aan de spoorlijn Mariager - Viborg, die in 1927 door de Mariager-Faarup-Viborg Jernbane (MFVJ) was aangelegd.
Halte Fjelsted werd op 26 mei 1928 geopend. Op 4 november 1949 werd de halte gesloten en ging er 2 kilometer noordelijker een nieuwe halte Fjelsted open. Op 28 februari 1950 werd die nieuwe halte echter hernoemd tot Lunddalen; de oude halte Fjelsted werd tevens weer heropend en kreeg daarbij zijn oorspronkelijke naam ook weer terug.
Op 31 maart 1966 werd het reizigersvervoer tussen Fårup en Mariager beëindigd, waarmee ook Fjelsted werd opgeheven.
De halte is opgenomen in de dienstregeling van de museumlijn Mariager-Handest Veteranjernbane tussen Mariager en Handest.